# 森長旅館

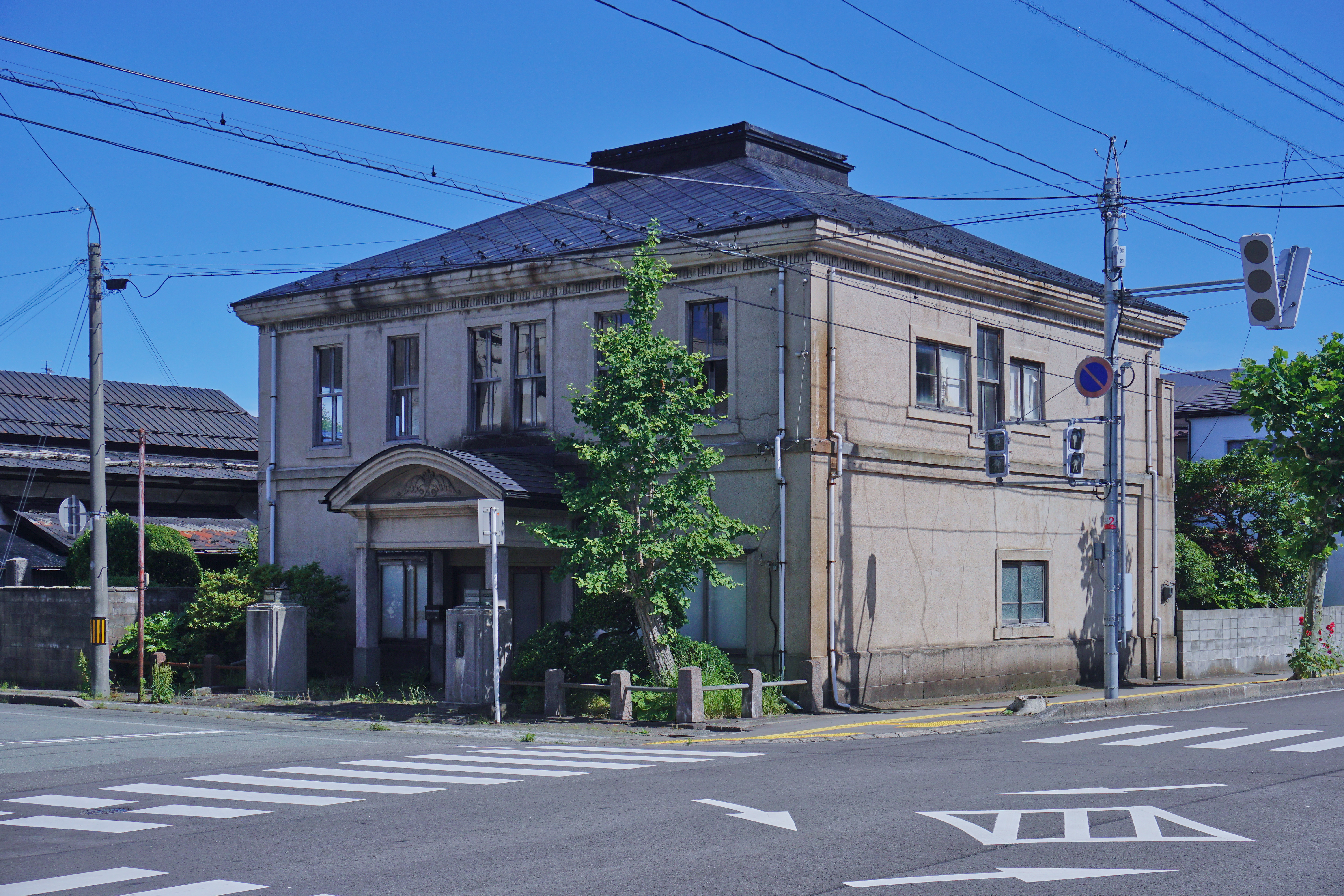
森長旅館

森長旅館（もりちょうりょかん）は、秋田県男鹿市船川地区にある旅館。2005年（平成17年）に本館、離れ、土蔵の3棟の建物が国の登録有形文化財に登録されている。

## 歴史
1934年（昭和9年）に創業し、2005年（平成17年）に建物が登録有形文化財の登録を受けたが、その翌年の2006年（平成18年）に閉業した。
その後、建物を男鹿市の中央建装が取得し、秋田市のデザイン会社のSee Visions（シービジョンズ）が借り受けて営業を開始することとなった。新たな「森長旅館」は2024年12月1日にプレオープンした後、2025年4月に本格開業することになっている。

## 建物
森長旅館本館
木造2階建、鉄板葺。建築面積237平方メートル。
森長旅館離れ
木造2階建、鉄板葺。建築面積79平方メートル。
森長旅館土蔵
土蔵造2階建、鉄板葺。建築面積74平方メートル。